# Рибл
Рибл (енгл. River Ribble) је река у Уједињеном Краљевству, у Енглеској. Дуга је 120 km. Улива се у Ирско море. 